# Propoziție circumstanțială de cauză
Propoziția circumstanțială de cauză constituie în frază o realizare propozițională a complementului circumstanțial de cauză.

## Definiție
Propoziția circumstanțială de cauză este o propoziție subordonată care îndeplinește în frază rolul unui complement circumstanțial de cauză și care arată cauza acțiunii sau o însușire din regentă.
Ea poate fi de mai multe feluri:
- Propoziție circumstanțială cauzală propriu-zisă, care exprimă o cauză directă sau indirectă. Exemplu:

S-a supărat pentru că nu l-ai așteptat.
- Propoziție circumstanțială argumentativă. Exemplu:

Dacă n-ai învățat, cum  o să promovezi?

## Întrebări
-         din ce cauză?, din ce pricină?

## Termeni regenți
-         verb : N-a venit 1/ (pentru că) a fost reținut.2/
-         locuțiune verbală:  N-a băgat de seama nimic 1/ (că) a fost neatent. 2 /
-         interjecție: Geamul  tronc1/ (din cauza că) s-a făcut curent. 2/  
-         adjectiv: Este gârbovă 1/ (din cauza că) este bătrână .2/
-         locuțiune adjectivală: Este din topor, 1/(din cauza că) nu-i educat. 2/

## Elemente de relație
a.      conjuncții subordonatoare: deoarece, fiindcă, întrucât, căci, dacă, de, că.
Nu știe 1/ (fiindcă) n-a învățat. 2/
Lipsește1/ (că) e bolnav.2/
b.      locuțiuni conjunctionale subordonatoare: din cauza că, din pricina că, din moment ce, de vreme ce, o dată ce, de bine că, pentru că, câtă vreme  etc.
N-a venit la mine 1/ (din cauza că) a fost plecat în oraș.2/
(De vreme ce) nu înveți, 1/  nu știi.2/
c.      adverbe relative cu valoarea unor conjuncții: cum, când, unde:
(Cum) nu cunoașteți drumul 1/ va puteți rătăci. 2/
(Când) nu studiază, 1/ cum o să știe? 2/
d.      pronume relative precedate de prepoziții: ce, cât : Nu refuz oferta 1/ ( de ce) crezi tu. 2/
Nu-și revine1/ (de câte) a suferit. 2/

## Corelativele
Adverbele și locutiunile adverbiale: apoi, atunci, pentru aceea, de aia, de această. Conjuncțiile menționate, în afară ultimelor trei, sunt specifice. Specifice sunt și locutiunile conjunctionale menționate, cu excepția ultimelor trei.

## Topica
- postpusă:  Vin,1/ (că) vreau. 2/ (cele introduse prin că și căci)
- antepusă: (Cum) n-ai învățat,  1/ n-ai știut. 2/ (cele introduse prin cum)
- intercalată: De aceea, 1/ (că) -i bolnav , 2/ n-a venit. 1/

## Punctuație
- indiferent de topică, propoziția circumstanțială de cauză se desparte, în general, de regenta ei prin virgulă. Virgula se utilizează în raport cu importanța cauzei.